# Деп'ю (Оклахома)
Деп'ю (англ. Depew) — місто (англ. town) в США, в окрузі Крік штату Оклахома. Населення — 411 особа (2020).

## Географія
Деп'ю розташований за координатами 35°48′5″ пн. ш. 96°30′24″ зх. д. / 35.80139° пн. ш. 96.50667° зх. д. (35.801423, -96.506767).  За даними Бюро перепису населення США в 2010 році місто мало площу 1,07 км², з яких 1,07 км² — суходіл та 0,00 км² — водойми.

## Демографія
Згідно з переписом 2010 року, у місті мешкало 476 осіб у 187 домогосподарствах у складі 127 родин. Густота населення становила 445 осіб/км².  Було 222 помешкання (207/км²).
Расовий склад населення:
| - 77,5 % — білих - 8,2 % — корінних американців - 6,1 % — чорних або афроамериканців |

До двох чи більше рас належало 8,0 %. Частка іспаномовних становила 1,7 % від усіх жителів.
За віковим діапазоном населення розподілялося таким чином: 27,5 % — особи молодші 18 років, 56,1 % — особи у віці 18—64 років, 16,4 % — особи у віці 65 років та старші. Медіана віку мешканця становила 37,3 року. На 100 осіб жіночої статі у місті припадало 91,2 чоловіків;  на 100 жінок у віці від 18 років та старших — 81,6 чоловіків також старших 18 років.
Середній дохід на одне домашнє господарство  становив 42 715 доларів США (медіана — 30 000), а середній дохід на одну сім'ю — 54 826 доларів (медіана — 43 750). За межею бідності перебувало 24,3 % осіб, у тому числі 43,1 % дітей у віці до 18 років та 7,1 % осіб у віці 65 років та старших.
Цивільне працевлаштоване населення становило 131 осіб. Основні галузі зайнятості: освіта, охорона здоров'я та соціальна допомога — 31,3 %, мистецтво, розваги та відпочинок — 11,5 %, науковці, спеціалісти, менеджери — 10,7 %, транспорт — 9,9 %.